# 오르비텍
주식회사 오르비텍(영어: Orbitech)은 대한민국의 원자력 및 항공기 정밀 부품 기업이다.

## 사업
22억 원 규모의 ISI 신규 용역 수주를 앞두고 있으며 방사선 관리 용역의 변경 계약을 체결하여 수주 잔고를 추가로 확보하였다